# Juraj Košút
Juraj Košút (también llamado Ďorď o Ďurko, en húngaro: Kossuth György, 12 de mayo de 1776 – 31 de julio de 1849) fue un noble húngaro, abogado, y participante del movimiento nacionalista eslovaco.

## Familia
Fue bautizado en latín como Georgius Kossuth el 12 de mayo de 1776 en Necpál. Sus padres fueron Pavol (Pál) y Zsuzsanna Košút (Kossuth). Tuvo dos hermanos (Šimon/Simon y Ladislav/László) y una hermana (Jana).
La familia había vivido en Kossuth desde 1263, cuando el rey Béla IV les concedió la nobleza y el feudo de Turóc. El apellido tiene el significado "chivo" en eslovaco y había un chivo en el escudo de la familia. Era una familia típica de la nobleza provincial del Reino de Hungría y estaba emparentada con otras familias nobles locales en la región de Turóc y Liptó.
La lengua materna de la rama de la familia que vivía en Turóc (incluyendo György y su hermano László) era el eslovaco y el archivo de la familia contiene solamente registros en eslovaco además de documentos oficiales en latín. Su hermano László se trasladó de Kossuth a Monok y sería padre del político húngaro Lajos Kossuth.
Juraj Košút estudió derecho y luego volvió a la hacienda de su familia. Se casó el 2 de noviembre de 1803 con Anna Zolnensis, con quien no tuvo hijos.

## Carrera

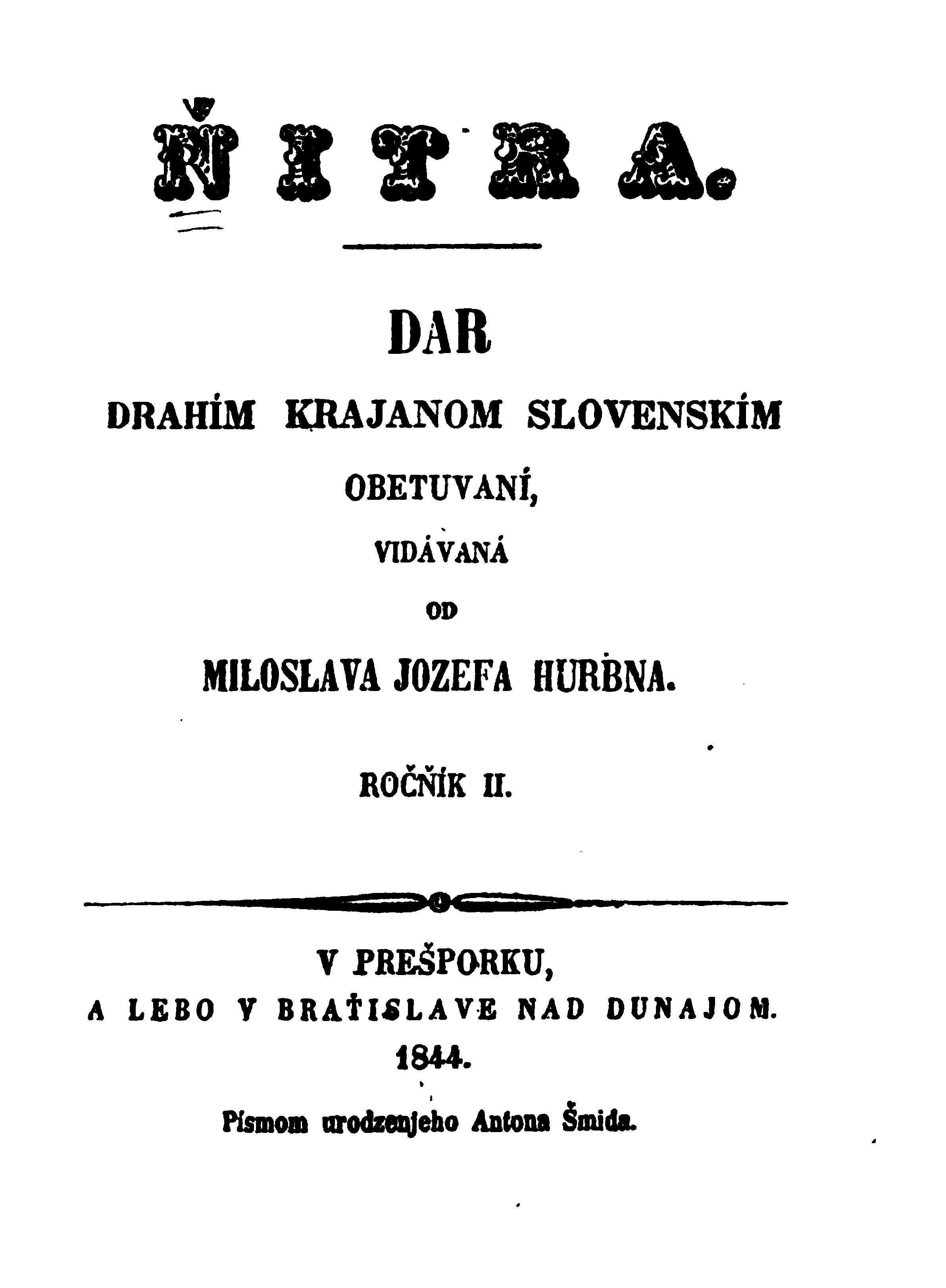
El primer libro impreso en la norma lingüística de Štúr llevaba una dedicación a "Ďurko Košút".

Las capacidades lingüísticas, educación legal, y probablemente también el origen noble de Košút le abrieron muchas oportunidades. Fue un asesor en la corte del Condado de Turóc, un juez popular en los condados de Liptó, Trencsén, y Árva, y superintendente de la Iglesia Luterana de Zaturcsa. El pastor de Zaturcsa era Ján Kalinčiak, un nacionalista eslovaco y el padre de Ján Kalinčiak; este último se unió al movimiento de Štúr y escribió prosa romántica en eslovaco.
Košút comenzó sus actividades en el movimiento nacionalista eslovaco en 1842, cuando su figura reconocida Ľudovít Štúr necesitaba la aprobación del gobierno para publicar un periódico político en eslovaco. Štúr tuvo que demostrar que había suficiente interés social y que la publicación tendría suficientes lectores. En la primera instancia Štúr había adjuntado una petición firmada por sacerdotes y seminaristas de la diócesis de Nyitra, pero no tuvo éxito. Mientras tanto, algunos nobles en Turóc fueron informados sobre las actividades de Štúr y le enviaron una carta en la cual prometían "dar testimonio" de la necesidad de un periódico político en eslovaco. Con sorpresa, Štúr se dio cuenta de que eran encabezados por "Košút, el tío de ese malhumorado de Pest [Lajos Kossuth]".
Košút organizó varias oleadas de peticiones. Las dos primeras (a fines de 1842) tuvieron 152 firmantes  que confirmaban su interés en un periódico en eslovaco, en su mayoría nobles menores y funcionarios públicos. Košút hizo notar que había recolectado firmas de solo una parte del condado, y que podría recolectar muchas más si fuera necesario. Las peticiones tuvieron un impacto significativo y según Jozef Miloslav Hurban, un colaborador de Štúr, influyeron directamente la decisión de este último de Štúr de publicar su periódico en eslovaco y no en el checo eslovaquizado usado como idioma escrito por protestantes eslovacos, y de definir una nueva norma lingüística en reemplazo del checo bíblico de Kollár y la norma basada en el dialecto eslovaco occidental de Bernolák. La norma nueva fue basada en los dialectos eslovacos centrales, que se usaban en Turóc.
Košút comenzó una correspondencia con Štúr y le prometió no escatimar esfuerzos "por el bien de su (propia) nación eslovaca". En 1843, organizó la tercera petición con 675 firmantes (según una carta de Košút a Pavol Jozefi). Los detalles de esta petición no son conocidas, pero debía ser firmada por autoridades eclesiásticas tanto católicas como protestantes y las autoridades seglares, incluyendo el viz-ispán de Turóc. También promovió una petición similar en el condado vecino de Liptó.
En 1844, las autoridades estatales iniciaron el proceso de cerrar el Departamento de Lengua y Literatura Checoslavacas en Pressburg (Prešporok, Pozsony, el actual Bratislava). Activistas eslovacos reaccionarion con campañas de recaudación de fondos para salvar el departamento, con Košút como organizador entre los nobles menores de Turóc. A pesar de la campaña, el departamento fue cerrado. Más tarde Štúr fue obligado a salir de Pressburg y Košút donó un parte de los fondos recaudados a los estudiantes eslovacos que decidieron acompañar a Štúr en Lőcse. Posteriormente apoyó la sociedad eslovaca Tatrín, que desempeñó un papel importante en la vida cultural eslovaca. En 1845, Štúr finalmente consiguió el permiso para publicar un periódico político (Slovenskje národňje novini), a la cual Košút contribuyó como corresponsal.